# زیردریایی یو-۳۱ (اس۱۸۱)
زیردریایی یو-۳۱ (اس۱۸۱) (به انگلیسی: German submarine U-31 (S181)) یک زیردریایی بود. این زیردریایی در سال ۲۰۰۲ ساخته شد.